# Brian Ching
Brian Ching (Haleiwa, 1978. május 24. –) amerikai válogatott labdarúgó, edző.

## Sikerek

### Klub
- LA Galaxy
  - Lamar Hunt U.S. Open Cup: 2001
  - Western Conference (MLS): 2001
- Seattle Sounders
  - A-League Commissioner's Cup: 2002
- San Jose Earthquakes
  - MLS: 2003 (MLS-bajnok)
  - MLS Supporters' Shield: 2005
  - Western Conference (MLS): 2003
- Houston Dynamo
  - MLS: 2006 (MLS-bajnok), 2007 (MLS-bajnok)
  - MLS Eastern Conference Championship: 2011, 2012
  - Western Conference (MLS): 2006, 2007

### Válogatott
- USA
  - CONCACAF-aranykupa: 2007